# Il bosco
Il bosco è una miniserie televisiva italiana diretta da Eros Puglielli. È stata trasmessa a partire dal 20 febbraio al 13 marzo 2015 su Canale 5. È stata girata a Viterbo e nel resto della Tuscia, anche se alcune scene secondarie sono state girate nel quartiere Cinecittà a Roma. Il bosco del telefilm è quello della Faggeta del Monte Cimino.

## Trama
Nina è una giovane laureata in psicologia e ha appena vinto un dottorato, è alla guida della sua auto, stipata di scatoloni e sta tornando a casa. La sua lunga lontananza è stata dettata da un evento che l’ha segnata profondamente, quando era solo una bambina: l’abbandono da parte di sua madre Cecilia che un giorno, semplicemente, se n’è andata per non tornare più indietro. Da allora, sono passati vent’anni e a Nina è sembrato uno strano scherzo del destino scoprire di essere stata accettata, fra gli atenei di mezza Europa a cui aveva fatto domanda, proprio nel grande campus universitario della sua cittadina d’origine. Ma non è stato, in fondo, un caso: lei non lo ammetterebbe neanche a se stessa, ma il vero motivo del suo ritorno non è il lavoro all’università, ma trovare una risposta alla domanda che la tormenta da tutta la vita: scoprire perché sua madre l’ha abbandonata.
Al campus c’è una studentessa piuttosto problematica, Samantha, che Nina prende subito a cuore. È convinta che nasconda un grave problema, e i suoi sospetti trovano una drammatica conferma quando la studentessa, tempo dopo, viene trovata morta nel bosco, secondo la polizia, uccisa da un abuso di droghe e alcol. Nina è sicura che le cose siano andate diversamente e la ricerca della verità diventa per lei un’ossessione.
Inizia così un’indagine personale, nel corso della quale verrà aiutata da Alex Corso, un uomo appena uscito di prigione. Il loro rapporto, inizialmente, è conflittuale: per tutti, Alex è un assassino. Anche un poliziotto, Damiani, che corteggia Nina da quando è arrivata, la avverte di stare alla larga da lui. Ma ben presto, Nina capisce che la storia di Alex ha molti tratti in comune con la sua.
Nina e Alex si troveranno impegnati in una lotta contro il tempo, per arrivare a svelare un segreto inconfessabile che unisce il passato e il presente di quella cittadina apparentemente tranquilla, di quella comunità apparentemente unita.

## Personaggi
- Nina Ferrari, interpretata da Giulia Michelini, è una giovane professoressa di psicologia, che torna nella sua città natale per insegnare all'università. La morte di una sua studentessa riapre una vecchia ferita legata alla scomparsa della madre, avvenuta vent'anni prima. Inizia quindi un'indagine personale che la porta a fronteggiare un misterioso assassino.

- Alex Corso, interpretato da Claudio Gioè, è un misterioso ex detenuto accusato ingiustamente di aver ucciso la fidanzata Eleonora Nardi, che invece era scomparsa proprio negli stessi giorni della madre di Nina Ferrari.

- Luca Damiani, interpretato da Andrea Sartoretti, è un ispettore di polizia che aiuterà Nina Ferrari e non si fida di Alex Corso. Quando in paese viene denunciata la scomparsa di una studentessa, Nina, Damiani e Alex si ritrovano ad indagare insieme.

## Puntate
| n° | Prima TV Italia  |
| -- | ---------------- |
| 1  | 20 febbraio 2015 |
| 2  | 27 febbraio 2015 |
| 3  | 6 marzo 2015     |
| 4  | 13 marzo 2015    |

## Produzione
La casa di produzione della serie è la Taodue di Pietro Valsecchi, mentre il regista è Eros Puglielli.

### Location
La serie è stata quasi interamente girata nella città di Viterbo, nella sua Università, in varie zone montuose della provincia come il Monte Cimino, nei boschi intorno al Lago di Vico e in luoghi di cultura come Palazzo Farnese. Alcune riprese sono state effettuate anche presso le cascate del Mulino di Saturnia, nella provincia di Grosseto.
Come è solita fare Taodue, alcune scene secondarie sono state girate nei pressi del quartiere Cinecittà a Roma.